# Jels Mølle
Jels Mølle er en fredet helmuret tårnmølle af typen hollandsk vindmølle i Jels. Møllen blev opført som kornmølle i 1859 af Johann Møller på kongeligt privilegie af Frederik 7., og var i drift til 1971. Møllen har siden 1956 været ejet af "Foreningen til bevarelse af Jels Mølle", og blev, bortset fra tilbygningerne, fredet i 1959.
Møllen er cirkulær af formgivning og har galleri, hvorfra den krøjes manuelt. Den har tidligere været forsynet med vindrose. vingerne har et vingefang på ca. 21 meter og er forsynet med hækværk til sejl, men kører på vindbrædderne.